# Constantin Samhaber

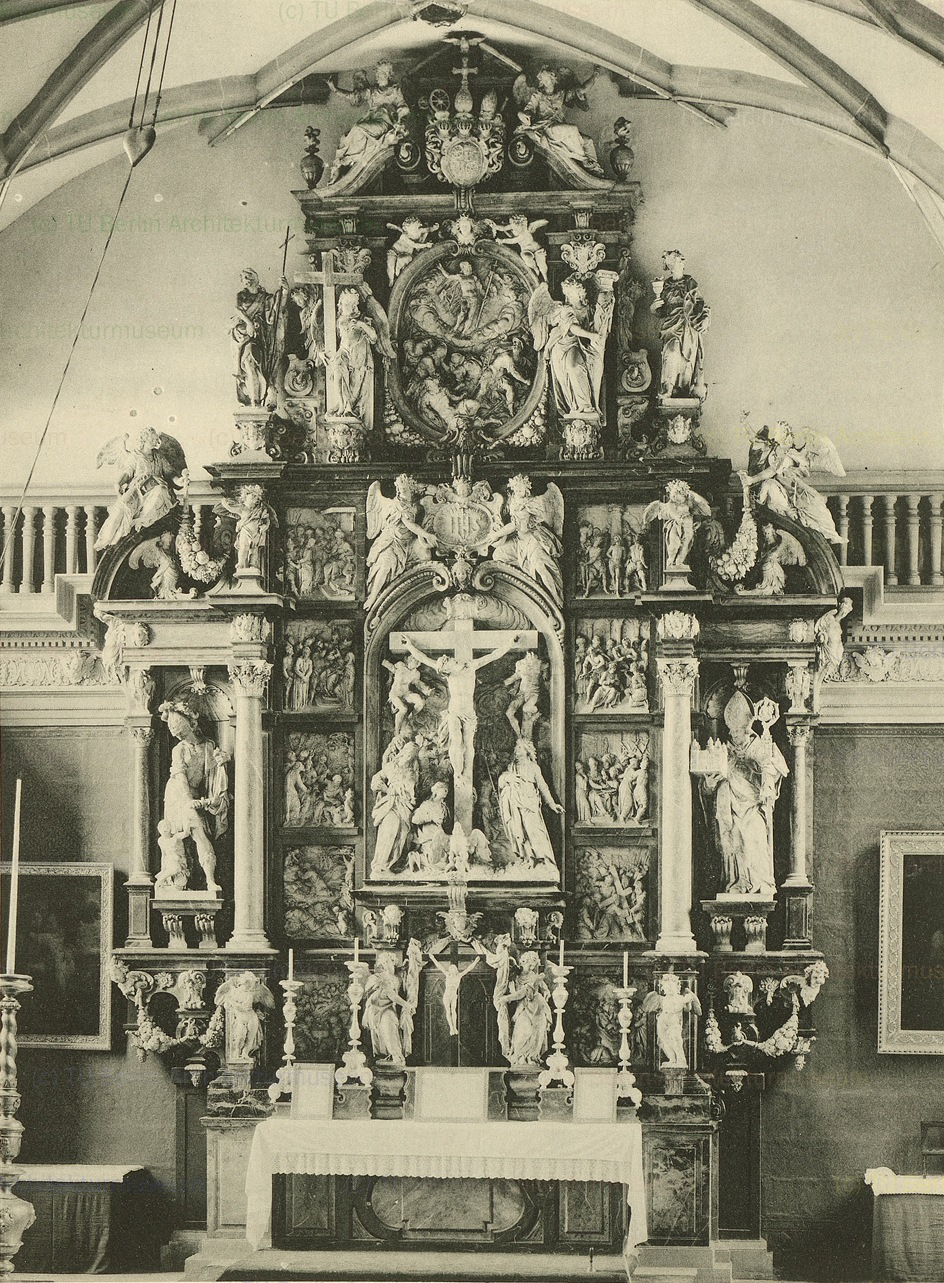
Aufnahme des Altars der Schlosskapelle Aschaffenburg aus dem Jahr 1896. Der Altar wurde im Zweiten Weltkrieg schwer beschädigt.

Constantin Samhaber (* 1861 in Aschaffenburg; † 1941 ebenda) war ein deutscher Fotograf und Ansichtskartenverleger. Er war in Aschaffenburg tätig.

## Leben
Constantin Samhaber war der älteste Sohn des Fotografen Joseph Samhaber und stammte als einziges Kind aus dessen erster Ehe mit Anna Margaretha Constantina Samhaber, geb. Stenger. Nach deren Tod heiratete Joseph Samhaber die Schwester seiner ersten Frau, mit der er mehrere weitere Kinder bekam, darunter die Söhne Franz und Otto Samhaber.
Constantin Samhaber übernahm 1892 das Fotoatelier seines Vaters. Am 11. März 1898 wurde er königlich bayerischer Hoffotograf. Zeitweise führte er das Atelier zusammen mit Albert Kämmer, der aus Berlin nach Aschaffenburg gekommen war, unter dem Namen „Hofphotograph Samhaber & Kämmer“. 1908 meldete die Photographische Chronik, er habe sich aus dieser Firma zurückgezogen und Kämmer werde sie als „Samhaber & Kämmer“ alleine weiterführen. Doch bereits 1910 ging Kämmer nach Mainz, wo er an der Großen Bleiche 24 ein Fotostudio betrieb und 1933 das Kino Capitol eröffnete,  und Samhaber übernahm das Atelier wieder, um es fortan unter dem Namen „Hofphotograph C. Samhaber vormals Samhaber & Kämmer“ weiterzuführen. 1936, einige Jahre vor Samhabers Tod, übernahm der Mitarbeiter Otto Hesse das Atelier, das zunächst in die Steingasse 20 und später in die Steingasse 17 in Aschaffenburg verlegt wurde. Es befindet sich nach wie vor im Besitz von Nachfahren Hesses.